# Air Bagan
Air Bagan – birmańska linia lotnicza z siedzibą w Rangunie. Głównym węzłem jest port lotniczy Rangun.